# Richard Pococke
Richard Pococke (Southampton, 1704 - 1765), va ser un prelat i viatger anglès, precursor d'antropòlegs i egiptòlegs. Va cursar estudis a la seva ciutat natal i al Corpus Christi College, d'Oxford, fins a 1731.
Pococke tenia gran passió per viatjar i va preferir dedicar-se a aquesta activitat que no pas a predicar a Anglaterra; va realitzar llargs viatges, especialment a Egipte de 1737-1741, on va conèixer Alexandria i va explorar des del Caire fins a el Faium, va visitar la Vall dels Reis, la necròpolis dels faraons, enfront de l'antiga Tebes, i va arribar fins a Assuan.
Després va visitar Palestina, Jerusalem, Baalbek, Síria, Mesopotàmia i des d'allà va viatjar al Sinaí, a Grècia, Suïssa i Savoia.
Durant el seu viatge, va escriure un diari molt descriptiu de les seves experiències. Va publicar un relat del seu viatge en dos volums, amb escrits i dibuixos de les piràmides de Guiza, Saqqara i Dahshur; realitzà dibuixos de la planta del Serapeum de Saqqara redescobert per Auguste Mariette un segle més tard. És considerat el primer viatger "científic" d'Egipte.
També va publicar diversos treballs sobre Anglaterra, Escòcia i el País de Gal·les.
Pococke no va tornar al seu país fins a 1742, on va morir el setembre de 1765. Al final de la seva vida va ser promogut a bisbe de Meath.

## Obres
- A Description of the East and Some other Countries, I: Descripció d'Egipte. Londres. 1743.
- A Description of the East and Some other Countries, II: Descripció de Palestina, Líban, Síria, Mesopotàmia, Xipre, Creta, Tràcia, Grècia i diverses regions d'Europa occidental.